# 沃尔弗拉姆·勒韦
沃尔弗拉姆·勒韦（德語：Wolfram Löwe，1945年5月14日—），德国男子足球运动员，司职前锋。他曾代表东德国奥队参加1976年夏季奥林匹克运动会足球比赛，获得一枚金牌。